# 利雪 (里昂大都会)
利雪（法語：Lissieu，法語發音：[lisjø]）是法国里昂大都会的一个市镇，属于里昂区。

## 地理
利雪（45°51'54"N, 4°44'32"E）面积5.66 平方千米，位于法国奥弗涅-罗讷-阿尔卑斯大区里昂大都会，后者为法国的一个特殊地位集体，自2015年脱离罗讷省成立，位于法国中东部，中心城市为里昂。
与利雪接壤的市镇（或旧市镇、城区）包括：莱谢尔、达尔迪伊、沙斯莱、多马坦、利莫内。
利雪的时区为UTC+01:00、UTC+02:00（夏令时）。

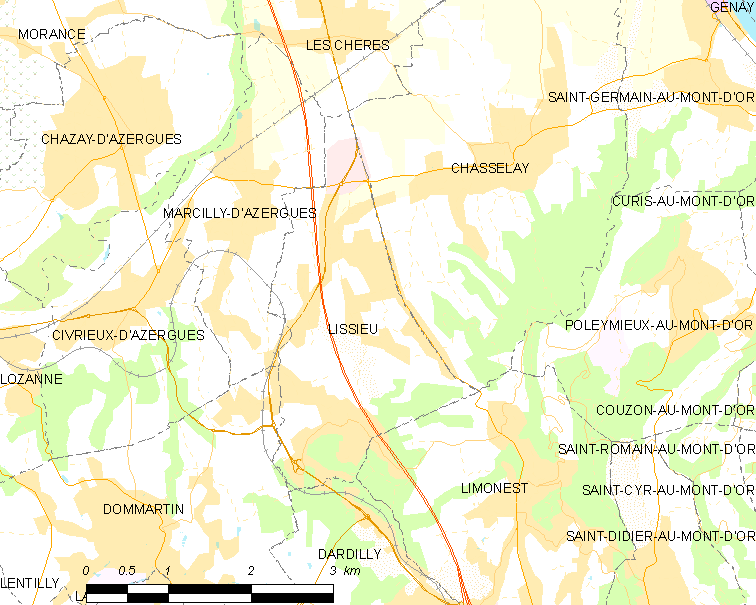
利雪的OSM定位图

## 行政
利雪的邮政编码为69380，INSEE市镇编码为69117。

## 政治
利雪的现任市长为夏洛特·格朗热（Charlotte Grange）女士，任期为2020-2026年。

## 人口

1962-2008年间利雪人口变化图示

利雪于2022年1月1日时的人口数量为3193人。